# Aliste (Comarca)
Die Comarca Aliste ist eine der zwölf Comarcas in der Provinz Zamora der autonomen Gemeinschaft Kastilien und León.
Sie umfasst 16 Gemeinden auf einer Fläche von 1.181,65 km² mit dem Hauptort Alcañices.

## Gemeinden
| Gemeinde                 | Einwohner (2024) | Fläche km² | Dichte Einw./km² | Cod INE | Postleitzahl |
| ------------------------ | ---------------- | ---------- | ---------------- | ------- | ------------ |
| Alcañices                | 1.061            | 54,76      | 19               | 49003   | 49500        |
| Figueruela de Arriba     | 318              | 152,96     | 2                | 49069   | 49520        |
| Fonfría                  | 763              | 132,23     | 6                | 49071   | 49510        |
| Gallegos del Río         | 467              | 77,79      | 6                | 49087   | 49559        |
| Mahíde                   | 310              | 108,87     | 3                | 49104   | 49522        |
| Pino del Oro             | 175              | 29,57      | 6                | 49157   | 49514        |
| Rabanales                | 488              | 80,04      | 6                | 49172   | 49519        |
| Rábano de Aliste         | 314              | 56,15      | 6                | 49173   | 49515        |
| Riofrío de Aliste        | 599              | 111,70     | 5                | 49176   | 49591        |
| Samir de los Caños       | 156              | 36,58      | 4                | 49184   | 49513        |
| San Vicente de la Cabeza | 323              | 53,02      | 6                | 49208   | 49592        |
| San Vitero               | 429              | 64,23      | 7                | 49209   | 49523        |
| Trabazos                 | 838              | 93,15      | 9                | 49223   | 49516        |
| Videmala                 | 140              | 25,87      | 5                | 49237   | 49164        |
| Villalcampo              | 379              | 64,77      | 6                | 49247   | 49166        |
| Viñas                    | 160              | 39,96      | 4                | 49273   | 49517        |
| Comarca Aliste           | 6.920            | 1.181,65   | 6                | –       | –            |